# VARA
Omroepvereniging VARA fue una organización pública de radio y televisión de los Países Bajos, que formó parte de la radiodifusión pública neerlandesa desde 1925 hasta 2014. Históricamente ligada al socialismo, su programación ha estado históricamente ligada al entretenimiento. En 2014 se fusionó con BNN para formar el grupo BNNVARA.
El nombre de la asociación era un acrónimo de Vereeniging van Arbeiders Radio Amateurs (en español: Asociación de Trabajadores y Radioaficionados), pero en 1957 adoptó su denominación actual sin siglas.

## Historia
La organización VARA fue fundada el 1 de noviembre de 1925 por radioaficionados ligados al Partido Socialdemócrata de los Trabajadores. En aquella época, los grupos religiosos y sociales más representativos de los Países Bajos creaban sus propias asociaciones de radio, dentro de la pilarización de la sociedad. A partir de 1930, el estado comenzó a asignar horarios de emisión en las frecuencias públicas y VARA fue uno de los cinco miembros fundadores de la radio pública neerlandesa, junto con AVRO (liberal), KRO (católico), NCRV (protestante) y VPRO (liberalismo teológico).
Durante varias décadas, VARA mantuvo vínculos con el partido socialdemócrata y con los sindicatos de trabajadores. Hubo incluso políticos que antes de ser ministros habían ejercido la dirección de la organización, entre ellos Jaap Burger y Marcel van Dam. A partir de la década de 1980, y a raíz del éxito de las radiodifusoras generalistas TROS y Veronica, VARA adopta una programación comercial especializada en ficción y entretenimiento, siempre bajo una línea editorial socialdemócrata, que le permite ganar presencia en los principales canales públicos, en su mayoría a través del tercer canal de televisión.
En 2010, el gobierno neerlandés modificó la ley de radiodifusión pública para reducir el número de organizaciones. VARA llegó a un acuerdo con BNN, especializado en programación alternativa, para crear el grupo BNNVARA a partir del 1 de enero de 2014.